# 유장 (삼국지)
유장(劉璋, ?~219년)은 중국 후한 말의 정치인이다. 자는 계옥(季玉)이며 형주 강하군 경릉현(竟陵縣) 사람이다. 전한 경제의 4남 노공왕(魯恭王) 유여(劉餘)의 후손이자 익주목 유언의 4남으로, 유언 사후 익주를 통치하였다.
익주를 넘보는 조조보다 먼저 한녕태수 장로를 견제하고자 유비를 불러들였다가 그에게 배신당하고 익주를 빼앗겼다. 말년에 형주에서 보내졌으나 이를 점령한 손권에 의해 다시 익주목으로 세워졌다.

## 생애

### 아버지 생전
봉거도위(奉車都尉)를 지냈다. 형인 좌중랑장(左中郞將) 유범(劉範), 치서어사(治書御史) 유탄(劉誕)과 함께 장안 조정에 있었다. 형주목 유표가 익주목 유언의 수레, 집기, 복식 등이 분수에 넘친다며 서하(西河)에서 공자인 양 행동했던 그 제자 자하(子夏)와 닮은 구석이 있다는 표문을 올렸다. 장안에서는 유장으로 하여금 유언을 효유하게 했는데 유언은 유장을 돌려보내지 않았다. 194년(흥평 원년), 유언은 유범과 정서장군(征西將軍) 마등을 도와 이각·곽사·번조 연립 정권을 몰아내려 했으나 패하고 유범과 유탄이 목숨을 잃었으며 주도(州都)엔 엄청난 화재까지 덮쳐 광한군 면죽현(綿竹縣)에서 촉군 성도현(成都縣)으로 옮겨야 했다. 이 충격으로 유언이 병사했다.

### 익주목 승계와 분열
주의 고관 조위 등은 유장이 온화하고 어질다며 익주자사로 추대하였다. 장안에서는 영천군 사람 호모(扈瑁)를 익주자사로 삼아 한중으로 들여보냈다. 형주별가(―別駕) 유합(劉闔), 유장의 장수 심미(沈彌), 누발(婁發), 감녕이 유장을 쳤다가 이기지 못하고 형주로 달아났다. 조정의 인정을 받아 아버지 유언처럼 감군사자(監軍使者)에 익주목을 겸했고 조위는 정동중랑장(征東中郞將)이 되었다. 유표에 맞서 조위를 파군 구인현(朐䏰縣, 朐忍縣)에 주둔시켰다.
한중군에 있던 장로는 유장이 어리석고 나약하다며 복종하지 않았고 파이(巴夷, 파 일대의 이민족)인 두호(杜濩), 박호(朴胡), 원약(袁約) 등도 장로에게 붙었다. 유장은 장로의 어머니와 동생을 죽이고 화덕중랑장(和德―) 방희에게 장로를 토벌하게 했으나 누차 패배하였다. 장로의 부곡(部曲, 사병)이 파 땅에 많았으므로 방희를 파군태수로 임명하고 낭중현(閬中縣)에서 장로를 막게 했다. 방희는 한창현(漢昌縣)의 종민(賨民)들을 모아 군세를 키웠는데 누군가 이를 유장에게 참언해 그 사이가 벌어졌다. 조위도 여러 간언을 했는데 받아들이지 않아 역시 틈이 생겼다.

### 강성 호족들과의 대결
당초 유언은 남양군과 삼보 일대에서 익주로 흘러들어온 유민 수만 호를 친위 세력화하였다. 이들은 동주병(東州兵) 내지 동주사(東州士)라 불렸는데 유장은 유순하고 위엄이 없어 동주인들이 익주 토박이들을 침탈하는 것을 막지 못했다. 익주 사람들의 원한은 날로 커지니 유장은 평소 민심을 얻고 있던 조위에게 이 문제를 맡겼다. 이를 접한 조위는 유표와 화친하고 익주의 대성(大姓)들과 은밀히 결탁해서는 200년(건안 5년), 유장을 공격하였다. 촉군, 광한군, 건위군도 조위에게 호응했고 유장은 성도성으로 들어갔다. 동주인들은 조위에게 주멸될까 두려워 한마음으로 사력을 다해 항전했고 반란군을 무찔러 강주현(江州縣)까지 진격했다. 201년까지 이어진 사태는 조위의 수하 방락(龐樂)과 이이(李異)가 조위를 처단함으로써 종료되었다. 한편 조정에서는 이 난리를 듣고 익주자사를 오관중랑장(五官―) 우단(牛亶)으로 교체하려 했으나 이루지 못했다. 방희는 한창현령 정기와의 논쟁 끝에 깨달은 바가 있어 유장에게 사죄하였다.

### 모략에 속아 유비 초청
조조가 장차 형주를 치려 한단 소식에 하내군 사람 음부(陰溥)를 사신으로 보내니 조조가 진위장군(振威―)을 얹어주었다. 또 별가종사(別駕從事) 장숙을 파견해 수병(叟兵) 300명과 어물(御物)을 바쳤다. 208년, 다시 별가 장송을 파견하였다. 조조는 이미 형주까지도 평정한 터라 그 대우에 성의를 다하지 않았고 장송은 불만을 품었다. 이내 조조가 적벽 대전에서 깨졌다. 장송의 권유를 따라 조조와의 관계는 끊고 법정을 유비에게 보내 통교하였다. 이윽고 법정과 맹달을 통해 병사 수천 명도 지원해줬다. 전후로 선물도 막대하게 하였다.
211년, 조조가 한녕태수 장로를 정벌하려 한다는 소문에 그 대책을 논의하였다. 장송이 말하기를, “조조군은 천하무적입니다. 장로의 자원을 이용해 촉을 경략한다면 누가 막을 수 있겠습니까? 유비는 유장의 종실이고 조조의 오래된 원수이며 용병도 잘합니다. 유비라면 장로를 틀림없이 쳐부술 것이고 그러면 익주는 튼튼해져 조조라 해도 할 수 있는 게 없을 겁니다. 지금 방희, 이이 등은 자신의 공을 믿어 교만하며 그 마음도 외부 세력에 기운 것 같습니다. 유비를 부르지 않는다면 안팎에서 난을 접해 필패할 것입니다.”라 했다. 반면에 주부(主簿) 황권은 “유비는 효명(驍名)이 있습니다. 부곡으로 대하면 불만족할 것이고, 빈객으로 대하자니 일국에 두 주인은 용납되지 않습니다.”라며 반대했고, 종사 왕루는 성문에 거꾸로 매달려가면서까지 반대했으나 유장은 법정을 시켜 유비를 불러들였다. 사실 익주를 다른 이에게 넘길 모의를 한 것은 장송과 법정이었으며 그 대상은 유비였다. 유비 역시 익주를 탈취할 목적에서 유장의 요청에 응하였다.

### 본색을 드러낸 유비
유비가 보병 수만 명을 거느리고 형주에서부터 파군 강주현과 점강현(墊江縣)을 거쳐 광한군 부현(涪縣)에 이르렀다. 유장이 경유지마다 최대한의 편의를 제공하게 했기에 타지에 입경하는 게 아니라 귀국하는 것만 같았다. 유장도 직접 보병과 기병 3만여 명을 이끌고 마중 나가 백여 일간 환영 행사를 베풀었다. 또한 유비를 행대사마 영사례교위로 추천했으며 유비는 유장을 행진서대장군(行鎭西大將軍) 영익주목으로 추천하였다. 장로 정복을 위해 많은 병력과 쌀 20만 곡(斛), 기마 천 필, 수레 천 승, 각종 비단도 보태주니 유비군은 총 3만여 명에 준비 상태도 매우 훌륭해졌다. 백수군(白水軍)도 유비의 감독 아래 두었다. 하지만 유비는 가맹현(葭萌縣)에 눌러앉아서는 하라는 북진은 안하고 대중의 마음을 사는 데에만 주력했다.
212년, 조조가 동오를 치려 하자 유비는 손권을 돕겠단 구실로 동쪽으로 돌아가겠다며 군사 1만 명과 여비를 요구하였다. 유장은 군사는 4천 명, 나머지는 요구량의 절반만을 허락하였다. 유비는 되레 ‘우리는 여기까지 와 고생하고 있는데 유장은 재물을 쌓아두고도 포상에는 인색하다’며 이를 유비군 내 프로파간다에 써먹었다. 한편 광한태수 장숙이 동생 장송의 음모를 고발하였다. 그제야 유장은 장송을 참하고 유비에게로 향하는 교통을 차단하였다. 유비는 백수군독 양회와 고패를 베어 그 무리를 흡수한 후 황충과 탁응을 앞세워 남진하였다. 이렇게 유비와의 전쟁이 시작되었다.

### 붕괴되는 전선
정도(정탁)가 건의하기를, “깊숙이 들어와 고립되어있는 유비군은 만 명도 채우지 못하고, 사람들도 미처 귀부하지 않았으며, 들의 곡식에 의존할 뿐 따로 치중이 없습니다. 파서(巴西)와 자동(梓潼, 재동)의 주민들은 깡그리 부수(涪水) 서쪽으로 철수시키고, 곳간과 노천의 곡물은 일체 소각한 채, 보루를 높이고 해자를 깊이 파, 가만히 방어만 하는 것만 한 계책이 없습니다. 적이 싸움을 걸어와도 응하지 않으면 오래도록 물자를 조달할 수 없어 100일도 지나지 않아 스스로 도주할 것입니다. 이때 습격하면 반드시 사로잡습니다.”라 하였다. 유장은 ‘적을 막아 인민을 편안히 한다고는 들어봤어도, 인민을 움직여 적을 피한다고는 들어보지 못했다’며 이를 쓰지 않았다.
유괴, 냉포, 장임, 등현, 오의(오일) 등을 부현으로 보내 유비를 막게 했으나 깨지고 면죽으로 물러났다. 면죽현령 비시와 성도에서 면죽으로 증파한 이엄, 비관은 유비에게 투항하였다. 부금(扶禁)과 상존(向存) 등은 낭수(閬水)를 타고 올라가 가맹성을 점거하려 했지만 곽준의 수비에 부딪혔다. 유괴, 장임, 그리고 유장의 아들 유순은 낙현(雒縣)에 모여 저항하였다. 유비는 낙성으로 진군하는 한편 형주에서 대기하던 제갈량, 장비, 조운 등이 장강을 거슬러 올라와 파동군 등 익주의 각 군현을 공략하기 시작했다.

### 항복, 그리고 말년
214년, 낙마저 1년 만에 함락되고 성도가 포위당했다. 서진하던 형주군은 강주에서 갈라져 장비는 파서군 방면으로, 조운은 강양군과 건위군 방면으로 나아가 성도의 유비군에 합류했다. 장로한테 의탁하고 있던 마초까지 유비의 산하로 들어가 성도를 압박했다. 성중엔 아직 정예병 3만 명과 1년은 버틸 옷밥이 있었으며 관리와 백성들도 결사 항전을 원했지만 유장은 “우리 부자가 익주에 20여 년을 있었지만 백성들은 은덕을 입기는커녕 3년의 전쟁으로 살가죽만이 초야를 덮었다. 이게 다 유장 때문인데 어찌 마음이 편하겠는가.”라 하였다.
유비에게 장예를 사자로 보내 유장에 대한 예우와 남은 사람들의 안전을 약속받았다. 유비 측에선 유장과 두텁게 지내던 종사중랑 간옹을 보내왔고 유장은 간옹과 같은 수레를 타고 나가 항복하였다. 휘하에 울지 않는 이가 없었다. 포위된 지 수십 일 만이었다. 거처는 남군에 위치한 공안(公安)으로 지정되었다. 재산과 진위장군 인수(印綬)는 돌려받았다. 219년(건안 24년), 손권이 형주를 탈환하였다. 손권에 의해 다시 익주목이 되어 의도군 자귀현(秭歸縣)에 머물렀다. 이후 병으로 죽었다.

## 섬긴 사람들
※ 뇌동·오란·장익·진밀·초주·탁응이 유장을 섬겼다는 것은 소설 《삼국지연의》의 각색이다.
| - 감녕 - 고이(高頤, 高頥) - 고패 - 공심(龔諶) - 냉포 - 누발(婁發) - 동화 - 두경 - 두미(杜微) - 등현 - 마훈(馬勳) - 맹달 - 방희 - 법정 | - 부금(扶禁) - 비관 - 비시 - 사견(射堅) - 사원 - 상존(向存) - 성존(成存) - 심미(沈彌) - 양홍 - 양회 - 엄안 - 오의(오일) - 왕련(王連) | - 왕루 - 왕모 - 왕보 - 왕상(王商) - 유괴 - 유파 - 음부(陰溥) - 이막(李邈) - 이엄 - 이이(李異) - 이회 - 장송 - 장숙 | - 장예 - 장유(張裕) - 장임 - 정기 - 정탁(정도) - 조위 - 조작(趙莋, 趙筰) - 주군(周群) - 찬습(爨習) - 팽양 - 하종(何宗) - 허정 - 황권 |

## 가계
- 할머니 : 황씨(黃氏) - 황완의 고모[19]
  - 아버지 : 유언
  - 어머니 : 비씨(費氏) - 비관의 일족[11]
    - 형 : 유모
      - 아들 : 유순, 유천
      - 사위 : 비관[11]

## 같이 보기
- 삼국지 인물 목록

## 참고 문헌
- 《삼국지》31권 촉서 제1 유이목전
- 《후한서》75권 열전 제65 유언원술여포전 유언전